# Campionato italiano di hockey su ghiaccio 2000-2001
Il Campionato italiano di hockey su ghiaccio 2000-01 è stato organizzato come di consueto dalla FISG. È suddiviso in Serie A, Serie B e Serie C.

## Serie A
Le squadre iscritte sono 9: Alleghe HC, Asiago Hockey AS, HC Bolzano, HC Brunico, SHC Fassa, HC Merano, HCJ Milano Vipers, SV Ritten Renon e WSV Vipiteno Broncos
Dopo un anno di assenza, Milano torna in Serie A. Conclusa la collaborazione con il Cortina, la nuova denominazione è Hockey Club Junior Milano Vipers.
La formula del torneo prevede la Regular Season con doppio turno di andata e ritorno; la seconda fase è divisa in due gironi per determinare le posizioni nella griglia Play off (fase successiva) e per decidere quale formazione è esclusa dalla lotta per il titolo.

### Regular Season
Classifica finale:
| Squadre  | Punti |
| -------- | ----- |
| Asiago   | 71    |
| Bolzano  | 63    |
| Milano   | 59    |
| Vipiteno | 53    |
| Merano   | 46    |
| Alleghe  | 42    |
| Fassa    | 35    |
| Renon    | 35    |
| Brunico  | 28    |

### Seconda fase
Alla fase successiva le squadre ottengono un bonus pari ad un terzo dei punti conquistati nella prima fase.

#### Gruppo A
Classifica finale:
| Squadre  | Punti |
| -------- | ----- |
| Asiago   | 36    |
| Bolzano  | 32    |
| Milano   | 26    |
| Vipiteno | 22    |

#### Gruppo B
Classifica finale:
| Squadre | Punti |
| ------- | ----- |
| Merano  | 29    |
| Alleghe | 27    |
| Brunico | 24    |
| Renon   | 22    |
| Fassa   | 18    |

### Play-off
Nei quarti di finale, L'Asiago supera il Renon in tre gare (5-2; 7-3; 4-3 ai rigori), il Vipiteno ha la meglio sul Merano alla quinta gara (4-7; 2-0; 6-3; 3-4 ai rigori; 4-1), Milano e Bolzano, in quattro gare, piegano l'Alleghe (3-0; 3-4; 7-3; 3-0) e Brunico (4-1; 4-1; 6-7 ai rigori; 6-2).
In semifinale Asiago ha ragione del Vipiteno in sole tre gare (3-1; 4-3 ai rigori; 10-0) e Milano, sorprendentemente, elimina i Campioni in carica del Bolzano (2-5; 5-2; 6-3; 5-4).
Gara 1 di finale è in programma il 7 aprile all'Odegar, gli arbitri sono Giorgio Moschen, Aldo Alfi e Luca Marri. Al 3'59" del primo tempo, l'Asiago passa in vantaggio con un gol di Lucio Topatigh in superiorità numerica. Dopo solo 36 secondi è pareggio dei milanesi con Bob Lachance; anche per la formazione meneghina la rete è realizzata in 5 contro 4.
Nel secondo periodo, al 3'11", Giovanni Marchetti, in power play, riporta i vicentini sul 2-1. Tocca a Patrick Deraspe al 10'52", in superiorità, fissare il punteggio sul 3-1. Il terzo drittel si chiude senza reti.
In Gara 2, il 10 aprile, è ancora l'Asiago ad aprire le marcature con Eric Lecompte su assist di Patrick Deraspe al 14'46”; Luca Rigoni assistito da Eric Lecompte raddoppia al 19'36". Nel secondo tempo, Michele Strazzabosco al 1'07" su assist di Eric Lecompte in condizione di superiorità numerica porta i giallorossi sul 3-0. Milano prova a dare una svolta alla gara e al 4'28" segna con Jari Torkki in power play. Nel terzo periodo, al 4'27", Vjačeslav Uvaev serve un assist a Jari Torkki, che porta il punteggio sul definitivo 3-2. La gara risulta essere nervosa; il capo arbitro Ruggero Savaris (coadiuvato da Bellinzier e Claudio Pianezze) assegna una penalità partita a Leo Insam per i padroni di casa e Patrick Deraspe per gli asiaghesi; entrambi sono costretti a saltare Gara 3. Inoltre vengono assegnati 10 minuti di penalità a Gianluca Canei e a Roberto Pra Floriani per i meneghini e Gianfranco Basso e Chad Biafore per i giallorossi. A fine gara i minuti di penalità totale saranno 59 per Milano e 65 per Asiago.
Anche Gara 3, giocata il 12 aprile e arbitrata da Roberto Moschen, Emiliano Cappello e Marco Bagozza, risulta essere intensa e nervosa (37 minuti di penalità per Asiago e 34 per Milano). Come da copione, sono i giallorossi a portarsi in vantaggio, al 14'29” del secondo drittel, con Steve Palmer su assist di Giovanni Marchetti. Ma al 13'59" Bob Lachance assistito da Vjačeslav Uvaev, riporta la situazione in parità. Dopo che il terzo periodo e i supplementari finiscono senza marcature si procede ai tiri di rigore, che premiano Milano, grazie al penalty decisivo segnato da Maurizio Bortolussi.
Il 14 aprile, davanti a 4.000 spettatori, si disputa Gara 4. Gli arbitri sono Ruggero Savaris, Florenzio Bellenzier e Claudio Pianezze. Il primo tempo si conclude sullo 0-0; il secondo periodo vede Milano passare in vantaggio, al 9'29", con Sasha Meneghetti assistito da Stefan Zisser. L'Asiago non si perde d'animo e nel terzo tempo, al 9'25" su assist di Steve Palmer e Pierangelo Cibien, segna per gli asiaghesi Patrick Deraspe. I supplementari si concludono con un nulla di fatto.
Nella sequenza dei rigori Lucio Topatigh insacca alle spalle di Fabrice Lhenry (1-0), Bob Lachance si fa parare il proprio tiro da François Gravel (1-0); Giorgio De Bettin segna (2-0), mentre Maurizio Bortolussi manda il disco fuori (2-0). Il tiro di Steve Palmer viene parato dal golie dei Vipers (2-0). Seguono i gol di Jari Torkki (2-1), Patrick Deraspe (3-1), Gianluca Tomasello (3-2) e Alexander Galtcheniouk (4-2) che segna il rigore che assegna il primo tricolore all'Asiago.

#### Quarti di finale
```
Gara 1

Milano - Alleghe   3-0
Vipiteno - Merano  4-7
Asiago - Renon     5-2
Bolzano - Brunico  4-1
```

```
Gara 2

Alleghe - Milano   4-3
Merano - Vipiteno  0-2
Renon - Asiago     3-7
Brunico - Bolzano  1-4
```

```
Gara 3

Milano - Alleghe   7-3
Vipiteno - Merano  6-3
Asiago - Renon     4-3 d.r.
Bolzano - Brunico  6-7 d.r.
```

```
Gara 4

Alleghe - Milano   0-3
Merano - Vipiteno  4-3 d.r.
Brunico - Bolzano  6-2
```

```
Gara 5

Vipiteno - Merano  4-1
```

#### Semifinale
```
Gara 1

Asiago - Vipiteno  3-1
Bolzano - Milano   5-2
```

```
Gara 2

Vipiteno - Asiago  3-4 d.r.
Milano - Bolzano   5-2
```

```
Gara 3

Asiago - Vipiteno  10-0
Bolzano - Milano   3-6
```

```
Gara 4

Milano - Bolzano   5-4
```

#### Finale
```
Gara 1

Asiago - Milano       3-1
```

```
Gara 2

Milano - Asiago       2-3
```

```
Gara 3

Asiago - Milano       1-2 d.r.
```

```
Gara 4

Milano - Asiago       1-2 d.r.
```

 L'Asiago Hockey Associazione Sportiva vince il suo primo scudetto.

Formazione Campione d'Italia: Fabio Armani - Gianfranco Basso - Chad Biafore - Pierangelo Cibien - Dave Craievich - Giorgio De Bettin - Patrick Deraspe - Stefano Frigo - Alexander Galtcheniouk - François Gravel - Eric Lecompte - Giovanni Marchetti - Riccardo Mosele - Steve Palmer - Luca Rigoni - Andrea Rodeghiero - Luca Roffo - Cristiano Sartori - Gianluca Schivo - Michele Strazzabosco - Lucio Topatigh - Valentino Vellar - Franco Vellar.

Allenatore: Benoît Laporte.

### Marcatori
Il Top scorer della stagione è Roland Ramoser del Renon con 85 punti (39 gol e 46 assist), seguito da Maurizio Bortolussi (Milano, 84 p.ti, 36 + 48), Anthony Iob (Bolzano, 75 p.ti, 40 + 35), Bob Lachance (Milano, 75 p.ti, 40 + 35) ed Eric Lecompte (Asiago, 74 p.ti, 33 + 41).

## Coppa Italia
La Final Four di Coppa Italia si è giocata fra HC Bolzano, Asiago Hockey AS, HC Merano e HCJ Milano Vipers.

### Semifinali
```
Gara Unica
 - 7 dicembre 
2000

Bolzano - Milano   4-7
```

```
Gara Unica
 - 8 dicembre 
2000

Asiago - Merano    3-2 d.r.
```

### Finale
```
Gara Unica
 - 9 dicembre 
2000

Asiago - Milano    3-2 d.r.
```

 L'Asiago Hockey Associazione Sportiva vince la sua seconda Coppa Italia.

## Serie B
Dopo un anno ritorna la seconda serie (nel 1999-2000 Serie A1 e A2 erano state unificate), stavolta denominata Serie B.
Sono 14 le squadre iscritte: HC Alta Badia, HC Appiano, HC Auronzo, Young Selection Bolzano, HC Bressanone, SV Caldaro, SG Cortina, HC Egna, HCN Fiemme '97, HC Selva Gardena 2000, AS Hockey Pergine, HC Settequerce, HC Valle d'Aosta e USG Zoldo.
La formula: dopo la Regular Season che prevede un girone di andata e ritorno, le squadre vengono divise in due gironi, portandosi in eredità un terzo dei punti conquistati. La vittoria dava 3 punti, la vittoria ai rigori 2, la sconfitta ai rigori 1.
Al termine della seconda fase verrà stabilita la griglia dei play-off, cui accederanno le prime 4 di ogni girone.

### Regular Season
Classifica Finale:
| Squadre                 | Punti |
| ----------------------- | ----- |
| Appiano                 | 69    |
| Caldaro                 | 64    |
| Gardena                 | 59    |
| Egna                    | 56    |
| Zoldo                   | 49    |
| Cortina                 | 44    |
| Fiemme                  | 41    |
| Settequerce             | 29    |
| Auronzo                 | 29    |
| Valle d'Aosta           | 26    |
| Alta Badia              | 25    |
| Pergine                 | 23    |
| Bressanone              | 21    |
| Young Selection Bolzano | 11    |

### Seconda fase

#### Girone A
Al Girone A avevano accesso, le squadre classificate al 1º, 3º, 5º, 7º, 9º, 11º e 13º posto al termine della Regular Season.
Classifica Finale:
| Squadre    | Punti | Vinte | Vinte Rig. | Perse Rig | Perse |
| ---------- | ----- | ----- | ---------- | --------- | ----- |
| Gardena    | 43    | 6     | 3          | 0         | 3     |
| Auronzo    | 42    | 11    | 0          | 0         | 1     |
| Appiano    | 42    | 6     | 0          | 1         | 6     |
| Fiemme     | 35    | 7     | 0          | 1         | 5     |
| Zoldo      | 22    | 2     | 1          | 1         | 10    |
| Alta Badia | 19    | 3     | 1          | 3         | 9     |
| Bressanone | 18    | 4     | 2          | 1         | 8     |

#### Girone B
Al Girone B avevano accesso, le squadre classificate al 2º, 4º, 6º, 8º, 10º, 12º e 14º posto al termine della Regular Season.
Classifica Finale:
| Squadre         | Punti | Vinte | Vinte Rig. | Perse Rig | Perse |
| --------------- | ----- | ----- | ---------- | --------- | ----- |
| Caldaro         | 51    | 10    | 0          | 0         | 2     |
| Egna            | 41    | 6     | 2          | 1         | 3     |
| Cortina         | 39    | 7     | 1          | 2         | 2     |
| Valle d'Aosta   | 27    | 6     | 0          | 1         | 5     |
| Pergine         | 23    | 4     | 2          | 0         | 6     |
| Settequerce     | 22    | 3     | 1          | 2         | 6     |
| Young Selection | 3     | 0     | 0          | 0         | 12    |

### Play-off
I quarti di finale furono giocati con gare di andata e ritorno. Ebbero la meglio il Gardena (sul Valle d'Aosta), il Caldaro (sul Fiemme), l'Appiano (sull'Egna) e il Cortina (sull'Auronzo).
Le semifinali si giocarono al meglio delle tre gare, con Caldaro che sconfigge in tre gare il Cortina e l'Appiano che ha la meglio in due sul Gardena. La finale è dunque un derby dell'Oltradige fra Appiano e Caldaro.

#### Finale
Anche la finale fu giocata al meglio delle tre gare.
```
Gara 1
 - 18 marzo 
2001

Appiano - Caldaro       1-3
```

```
Gara 2
 - 20 marzo 
2001

Caldaro - Appiano      4-1
```

L'SV Caldaro Kaltern è promosso in serie A.

## Serie C
Le 25 squadre iscritte sono suddivise in tre gironi su base geografica (nei gironi A e B squadre di Veneto e Trentino-Alto Adige, nel girone C le lombarde).
- Girone A: HC Belluno, HC Judenclub, SV Funes, HC Rencio, SC Renon, HC San Giorgio e WSG Stilves;
- Girone B: SG Malè, LSC Laces Val Venosta, HC Pinè, SC Prato Stelvio, EV Senales, SC Tarces, HCF Val di Non e SC Valrendena;
- Girone C: HC Amatori Milano, Ambrosiana HC, HC Casate, HC Chiavenna, HC Como, Cus Milano Hockey, HC Diavoli Rossoneri, HC Hornets Bergamo, HC Husky Zanica e AS Lariana hockey.

Vanno alle finali nazionali le prime classificate dei gironi A e B e le prime due del girone C: WSG Stilves, LSC Laces Val Venosta, HC Como e HC Chiavenna.

### Final Four
La Final Four fu giocata a Varese.

#### Semifinali
```
Gara Unica
 - 17 marzo 
2001

Como - Laces         2-3
```

```
Gara Unica
 - 17 marzo 
2001

Chiavenna - Stilves  5-1
```

#### Finali
```
3º/4º posto

Gara Unica
 - 18 marzo 
2001

Como - Stilves       2-3
```

```
1º/2º posto

Gara Unica
 - 18 marzo 
2001

Laces - Chiavenna    1-5
```

L'Hockey Club Chiavenna è promosso in serie B.

## Fonte
Parte di questo testo è stato preso da hockeytime.net, col consenso dell'autore.